# Nguyễn Tôn Nhan
Nguyễn Hữu Thành (Nguyễn Tôn Nhan), tức 1 tháng 2 năm 1948 – 31 tháng 1 năm 2011) là một nhà văn, nhà thơ, nhà biên khảo người Việt.
Ông sinh ra tại Hải Dương, di cư vào Nam năm 1954. Ông là tác giả một số văn tịch giá trị liên quan đến Hán học và văn học Trung Quốc.

## Tác phẩm
- Thánh ca, thơ
- Lục bát ba câu, thơ
- Từ điển thành ngữ, điển tích Trung Quốc
- Từ điển văn học cổ điển Trung Quốc
- Từ điển Hán Việt văn ngôn dẫn chứng
- Bách khoa thư văn hóa cổ điển Trung Quốc
- Nho giáo Trung Quốc
- Hoài Nam Tử
- Trang Tử – Nam Hoa Kinh
- Kinh Lễ